# Nemeritis breviventris
Nemeritis breviventris är en stekelart som beskrevs av Horstmann 1975. Nemeritis breviventris ingår i släktet Nemeritis och familjen brokparasitsteklar. Inga underarter finns listade i Catalogue of Life.